# Экваториальная Гвинея на летних Олимпийских играх 2020
Экваториальная Гвинея на летних Олимпийских играх 2020 года была представлена тремя спортсменами в лёгкой атлетике и плавании.

## Результаты соревнований

### Лёгкая атлетика
Экваториальная Гвинея получила от ИААФ универсальные слоты для отправки двух спортсменов на Олимпиаду.
Мужчины
Беговые дисциплины
| Дисциплина         | Спортсмен       | Предварительный раунд | Предварительный раунд | Четвертьфиналы | Четвертьфиналы | Полуфиналы    | Полуфиналы           | Финал                | Финал                |
| Дисциплина         | Спортсмен       | Время                 | Место                 | Время          | Место          | Время         | Место                | Время                | Место                |
| ------------------ | --------------- | --------------------- | --------------------- | -------------- | -------------- | ------------- | -------------------- | -------------------- | -------------------- |
| бег на 1500 метров | Бенжамен Энзема | 3:48.17               | 14                    | Не проводится  | Не проводится  | Не проводится | Завершил выступление | Завершил выступление | Завершил выступление |

Женщины
Беговые дисциплины
| Дисциплина        | Спортсмен       | Предварительный раунд | Предварительный раунд | Четвертьфиналы        | Четвертьфиналы        | Полуфиналы            | Полуфиналы            | Финал                 | Финал                 |
| Дисциплина        | Спортсмен       | Время                 | Место                 | Время                 | Место                 | Время                 | Место                 | Время                 | Место                 |
| ----------------- | --------------- | --------------------- | --------------------- | --------------------- | --------------------- | --------------------- | --------------------- | --------------------- | --------------------- |
| бег на 100 метров | Альба Мбо Нчама | 13.36                 | 8                     | Завершила выступление | Завершила выступление | Завершила выступление | Завершила выступление | Завершила выступление | Завершила выступление |

### Плавание
Экваториальная Гвинея получила универсальное приглашение от ФИНА направить на Олимпийские игры одного пловца, занявшего первое место в соответствующем личном зачёте, на основе системы очков ФИНА от 28 июня 2021 года.
Мужчины
| Дистанция                | Спортсмены          | Предварительный раунд | Предварительный раунд | Полуфинал            | Полуфинал            | Финал                | Финал                |
| Дистанция                | Спортсмены          | Результат             | Место                 | Результат            | Место                | Результат            | Место                |
| ------------------------ | ------------------- | --------------------- | --------------------- | -------------------- | -------------------- | -------------------- | -------------------- |
| 50 метров вольным стилем | Диосдадо Мико Эянга | 31.03                 | 73                    | Завершил выступление | Завершил выступление | Завершил выступление | Завершил выступление |